# Вадзинский, Владимир Иванович
Владимир Иванович Вадзинский (1860—?) — русский военный  деятель,  полковник. Герой Первой мировой войны, участник Гражданской войны в России на стороне Белого движения.

## Биография
В службу вступил в 1881 году после окончания пяти классов Одесской мужской гимназии. В 1886 году после окончания  Одесского военного училища по I разряду   произведён  в подпоручики и выпущен в 49-й резервный пехотный батальон.
В 1890 году произведён в поручики, в 1895 году в штабс-капитаны,  в 1900 году в капитаны, командир роты в Резервной пехотной бригаде. В 1905 году произведён в подполковники — командир батальона, в 1909 году произведён в полковники — младший штаб-офицер Гроховского 182-го пехотного полка.
С 1914 года участник Первой мировой войны, был ранен. С 1915 года врио командира Житомирского 56-го пехотного полка и командир Литовского 51-го пехотного полка. С 29 июля 1915 года по болезни назначен  в резерв чинов при штабе Киевского военного округа. 29 августа 1916 года уволен в отставку с мундиром и пенсией.

Высочайшим приказом от 4 августа 1916 года за храбрость награждён Георгиевским оружием: 
За то, что  10-го марта 1915 года, в бою за высоту 710 у д. Терка, временно командуя 56-м Житомирским Его Императорского Высочества Великого князя Николая Николаевича пехотного полка и лично находясь под губительным огнём неприятеля, повёл полк в атаку на высоту 710, каковая и была взята им штыковым ударом
После Октябрьской революции — участник Белого движения в составе ВСЮР. В 1920 году был взят в плен. С 1921 года состоял на особом учете в Одесской ЧК. 

## Награды
- Орден Святого Станислава 3-й степени  (ВП 1895)
- Орден Святой Анны 3-й степени (ВП 1905)
- Орден Святого Владимира 4-й степени с мечами и бантом (ВП 21.05.1915)
- Георгиевское оружие (ВП 04.08.1916)